# 天赤七王
天赤七王，又称天墀七（藏語：གནམ་ལ་ཁྲི་བདུན），是对吐蕃传说中最早的七位赞普的统称，分别为聂赤赞普、木赤赞普、丁赤赞普、索赤赞普、梅赤赞普、德赤赞普、斯赤赞普。这几位赞普以母亲的姓为自己的名。
根据《贤者喜宴》的说法，这七位赞普不受山岩的阻碍，能够飞往天空，白天降临大地，夜晚即归天。但儿子们长大能骑马时，他们就手握天绳升天而逝。
这七位赞普中，除了梅赤赞普之外，他们的名字在敦煌藏文文献《赞普世系表》中可以被找到。